# OPAC (Online Public Access Catalog)

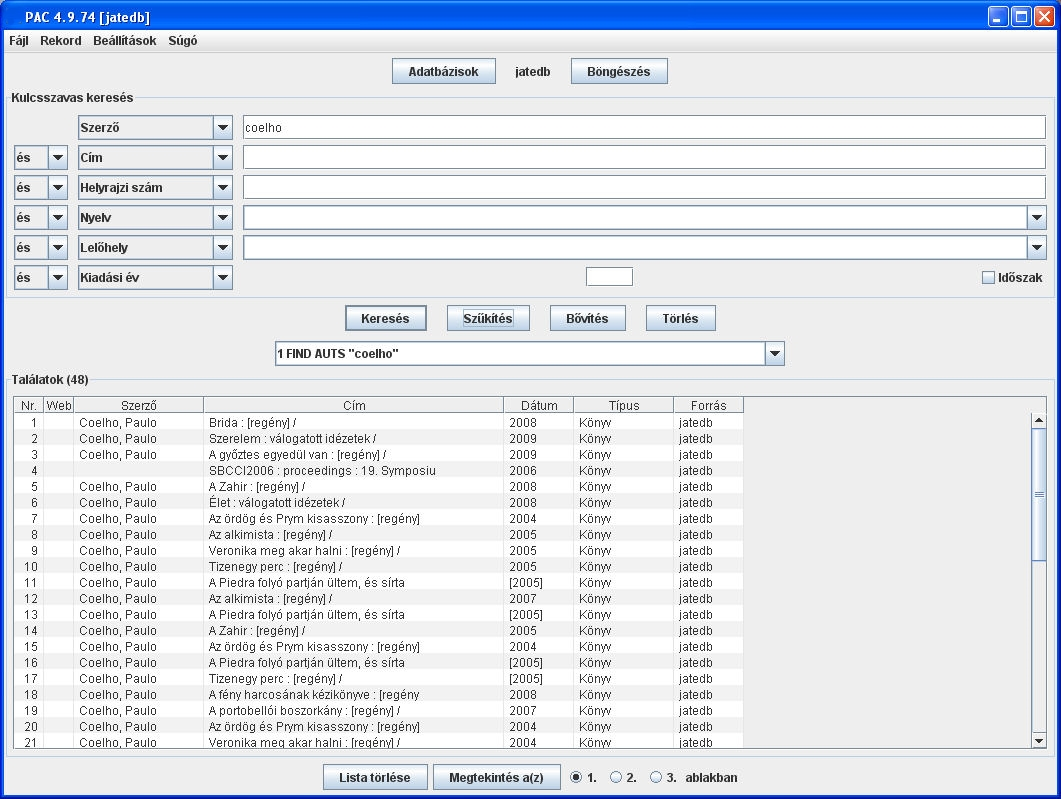
Képernyőkép az SZTE Klebelsberg Könyvtár OPAC-járól

Az OPAC nyilvános könyvtári katalógus. A kifejezés szó szerinti jelentése hálózaton elérhető, mindenki által használható számítógépes katalógus. A könyvtári állomány sokoldalú visszakereshetőségét biztosítja. Olyan számítógépes katalógus, amely nyilvános, bárki számára közvetlenül, ingyenesen hozzáférhető tértől és időtől függetlenül. A nyilvános online katalógusok a könyvtári katalógusok modernizált, technikai lehetőségekkel kibővített, szabványosított feldolgozást biztosító változatai. Az OPAC-ok mindig az adott könyvtárban használt integrált könyvtári rendszerre épülnek.

## Története

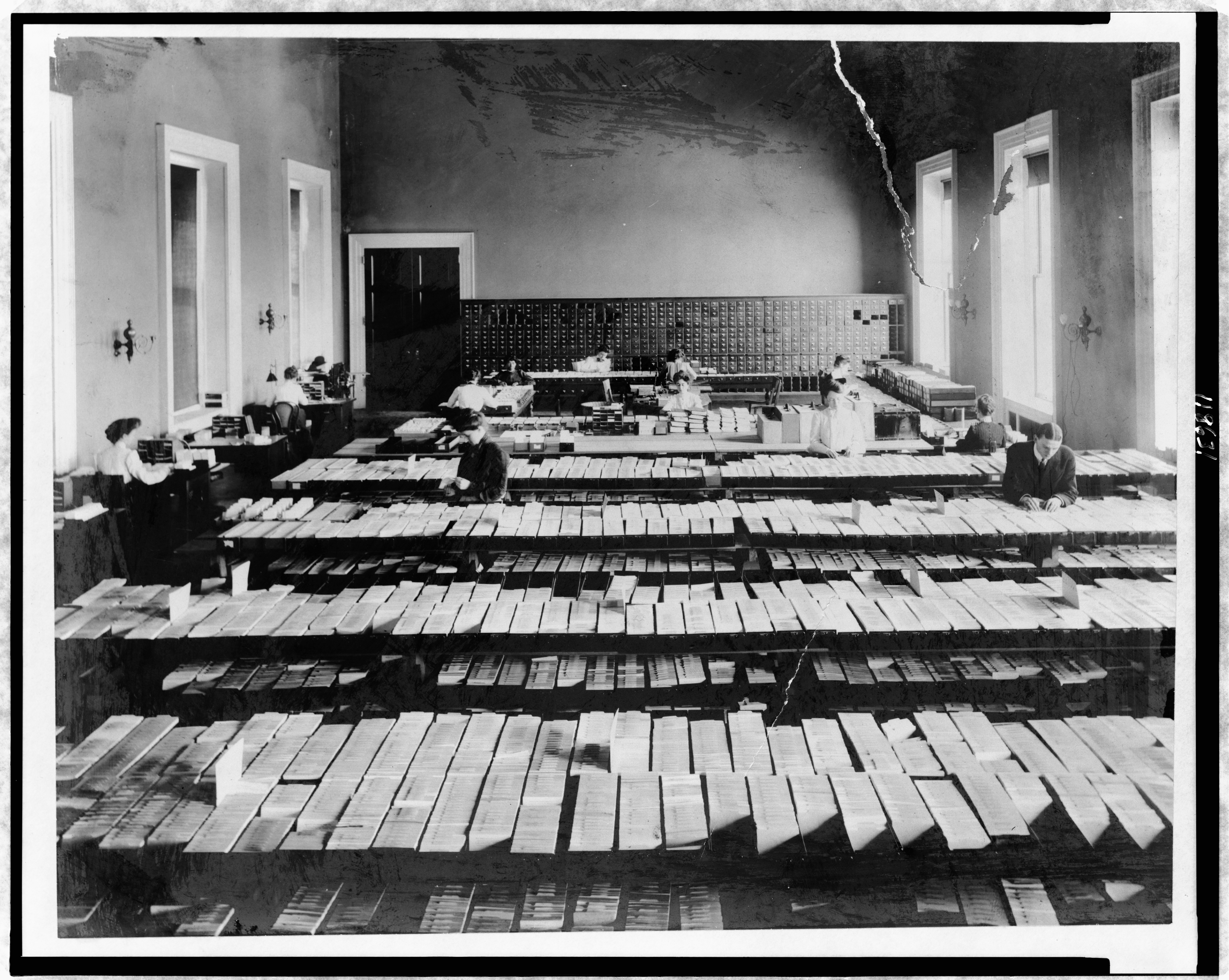
Az OPAC elődjének tekinthető katalógus szekrény, Kongresszusi Könyvtárban a 20. század elején

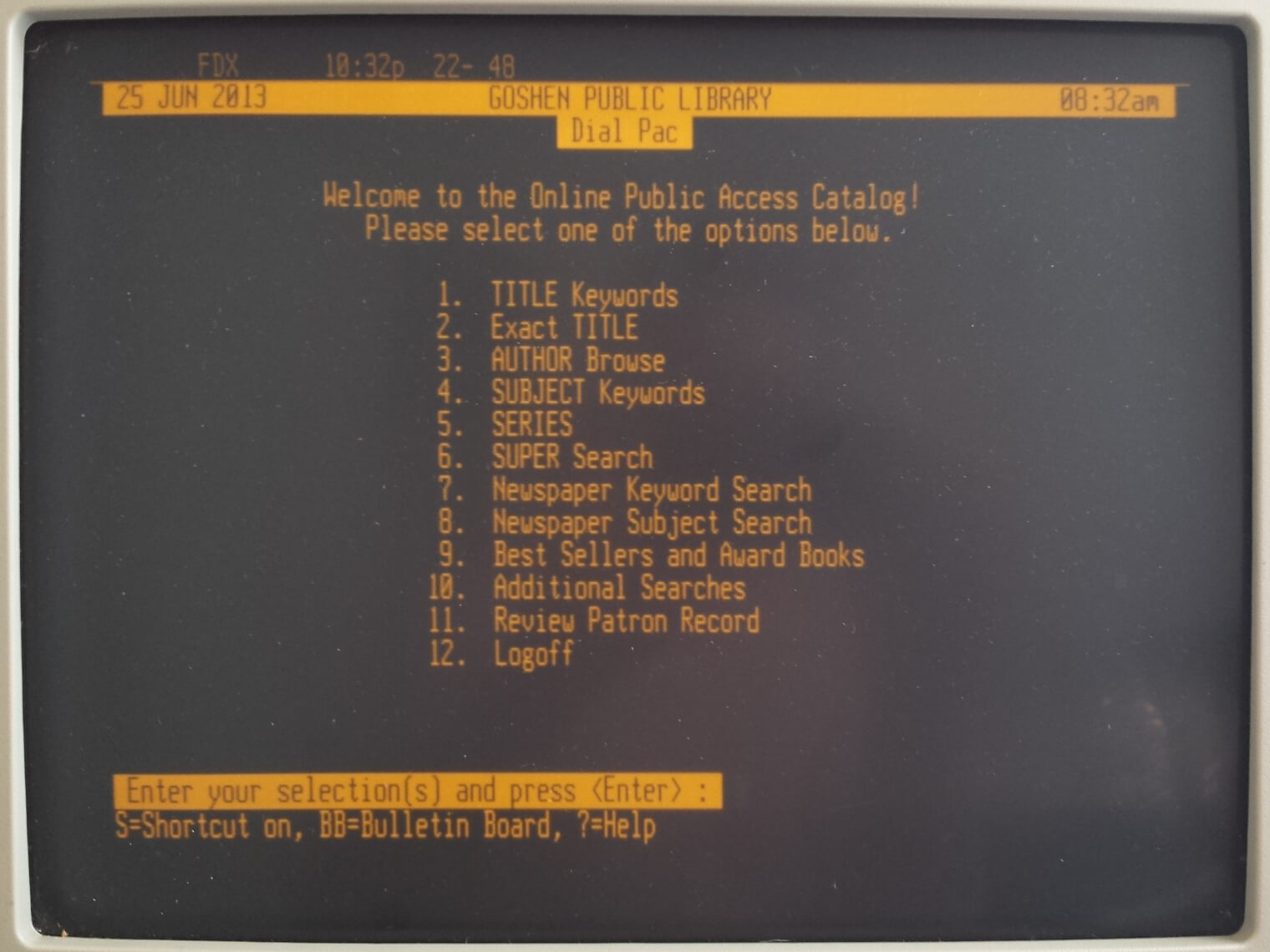
Képernyőkép a Dynix menürendszeréről. Egyike volt a legnépszerűbb könyvtári automatizált rendszereknek, 1983-ban vezették be, közel húsz évig működött.

A könyvtári katalógus az ókor óta használt keresési eszköz. Több fajtája létezik: cédulakatalógus, közös katalógus, online katalógus.
Az OPAC elődjének a cédulakatalógusokat tekinthetjük. Napjainkban a cédulakatalógus és az online katalógus is egyaránt használt a könyvtárakban. A könyvtári katalógus online elérése, használata az 1980-as évek közepétől lett szélesebb körű. Ekkor a helyi hálózatba kapcsolt személyi számítógépek, illetve terminálok használója online módon férhetett hozzá a központi gépen kezelt helyi - saját - adatbázishoz, az online katalógushoz. Az 1990-es években ezek a katalógusok (Magyarországon az 1990-es évek második felében) egyre nagyobb számban váltak elérhetővé a könyvtárak weboldalain. A nagy sávszélesség, az egyre gyorsabb elérés, a felhasználók számának növekedésének köszönhetően egyre több olvasó kereshetett az újfajta katalógusban. A 2000-es években az integrált könyvtári rendszerek üzemeltetői és a közös katalógusok új lökést adtak az egyes könyvtárak közös alapokon történő feldolgozásának fejlődéséhez.

## Működése

### Belső OPAC
Az OPAC-ok egy vagy több könyvtár állományát tükröző szurrogátumtárak, melyek lehetővé teszik a dokumentumok rendszerezését, rendszerezett áttekintését, illetve az egyes dokumentumok részletes ismérvek (szerzők, címek, tárgykörök stb.) szerinti keresését, böngészését. Az OPAC hagyományos katalóguscédulái a rekordok. A katalóguscédula adatai a rekord egyes mezőinek felelnek meg. A könyvtári adatbázisok egyik fő fajtája.
Funkcióját tekintve forrásra hivatkozó adatbázis, amely a dokumentumtartalmak, bibliográfiai tételek (bibliográfiai leírás, tárgyi-tartalmi adatok - osztályozási jelzet, tárgyszó, kulcsszó, stb.) szerinti keresését és böngészését teszi lehetővé. A bibliográfiai adatok mellett arra törekszenek, hogy a dokumentumok tárgyi jellemzőit igényesen és sokrétűen tárják fel.
A kereső programnak az OPAC modulba CCL (Common Command Language ISO DIS 8777) nyelven beépítve kell lennie. Ez a nemzetközi szabvány elősegíti, hogy a felhasználók kényelmesen tudják használni.
A leíró adatok (a szerző, cím stb.), a tárgyi adatok (tárgyi, tartalmi ismérvek), vagy éppen azok kombinációi egy keresőfelületről kiindulva kereshetők. Általában három üzemmód vehető igénybe (egyszerű kereső, összetett kereső, böngésző).
A keresőkérdés az adatbázisba többféle módon bevihető: direkt módon online technikával, böngészéssel, a grafikus felület adta másolási, beszúrási technikák felhasználásával.
A direkt keresés azt jelenti, hogy a keresőkérdés pontosan a felhasznált index egyik elemére (illetve csonkolt keresésnél elemeire) irányul és a találati halmaz az ezekhez tartozó rekordok összessége.
A böngészés (angol nyelvű katalógusokban a scan vagy a browse parancsot használjuk) akkor alkalmazzuk, ha konkrét kérdésünk még nem fogalmazódott meg, ekkor a kereséshez csak a böngészés eredményeként kapott indexlista tanulmányozása után kezdünk hozzá. A böngészés szerepe is nőtt, különösen olyankor, ha a keresés nem specifikus, a kívánt eredmény nem ismert már előre, és ismeretlen a keresésre használandó korrekt kifejezés. Mindez azt az igényt, hogy a használót online-szójegyzékek támogassák.

#### Megjelenítési formátumok
A keresést követően az alábbi formátumokban tekinthetjük meg a találatokat:
- rövid formátum - listázásra, tájékozódásra;
- normál - a felhasználók számára a klasszikus katalóguscédula formátumú megjelenítésre;
- teljes - speciális mezők megjelenítéséhez;
- MARC formátum - a könyvtárosok belső használatára.[3]

#### Felhasználók
A legkülönfélébb nagyságrendű és típusú könyvtárakban használják (nemzeti könyvtár, települési könyvtár, felsőoktatási könyvtár át a szakkönyvtár).
Így a felhasználók köre is rendkívül szerteágazó.

#### Szolgáltatók
Az online katalógusok, könyvtári adatbázisok építői és -szolgáltatói elsősorban a könyvtárak és társulásaik. A szolgáltatást általában valamely integrált könyvtári rendszer keretében végzik. Magyarországon számos különböző integrált könyvtári rendszer létezik, pl. az ALEPH, HunTéka, Corvina, OLIB, Szirén, TextLib, stb.

### Webopac
Elektronikus katalógus interneten (weben) elérhető változata. Az OPAC (azaz a lokálisan használt számítógépes katalógus) modul mellett általában találunk olyan felületet, amely a távoli felhasználók (a számítógépes hálózaton keresztül bejelentkezők) számára nyújt lehetőséget a katalógus használatához. Ez a felület, a WebOPAC legtöbbször az OPAC modulnál sokkal egyszerűbb, WebPAC azaz HTML leíró nyelvi eszközökkel definiált grafikus felület.